# 水橋藤作
水橋 藤作（みずはし とうさく、1895年（明治28年）7月30日 - 1958年（昭和33年）8月11日）は、昭和期の労働運動家、政治家。参議院議員（1期）。

## 経歴
富山県上新川郡滑川町（中新川郡滑川町を経て現滑川市）出身。1921年（大正10年）郵便集配人として勤務。その後、逓信事務官に任官。
戦後、労働運動に加わり、全逓信従業員組合（のちの日本郵政公社労働組合）に加盟し、全逓中央執行委員、全日本産業別労働組合会議（産別会議）中央執行委員などを務めた。
1947年（昭和22年）4月の第1回参議院議員通常選挙に全国区から日本社会党公認で出馬して当選し、労働者農民党に転じ参議院議員に1期在任した。その間、芦田内閣労働政務次官などを務めた。
1958年（昭和33年）8月11日死去、63歳。死没日をもって勲四等瑞宝章追贈、正五位に叙される。